# Luis Escribano Reinosa
Luis Escribano Reinosa (Pedrosa del Príncipe, Burgos, 12 de junio de 1947) es un político español. Fue candidato por el PSOE a la alcaldía de Burgos en las elecciones municipales de 2011, que ganó Javier Lacalle (PP). Fue portavoz del Grupo Municipal Socialista en el Ayuntamiento de Burgos.

## Infancia y juventud
Nació en Pedrosa del Príncipe, Burgos, el 12 de junio de 1947. Tras cursar en el Liceo y los jesuitas de la Merced, estudió en la Facultad de Filosofía y Letras de Valladolid hasta 1968, momento en el que se desplazó hacia la Universidad Complutense de Madrid para realizar la carrera de Psicología. 
Su etapa universitaria estuvo marcada por la inmersión en los ambientes sociales, políticos y culturales. Leyó cuanto pudo sin renunciar a nada, mezclando novela o poesía con filosofía, historia, sociología y psicología.
Enseguida la política ocupó un lugar preferente en su vida. Debates, reuniones y manifestaciones fueron protagonistas de todo. El rechazo a la dictadura y la conquista de la democracia pasó a ser lo primero para él.
En 1971, regresó a Burgos y comenzó a impartir clase como profesor en la Escuela de Formación Profesional María Madre.

## Trayectoria política
Ingresó en el PSOE y en la Unión General de Trabajadores en 1974. Fue el primer secretario general de la UGT de Burgos en el momento de su reconstrucción, en su I Congreso, en 1976.
Durante las primeras elecciones democráticas municipales de 1979 ocupó el segundo puesto en la candidatura del PSOE que lideraba Aurelio Rubio. Una fase interrumpida por su incorporación a las elecciones generales de 1982, ocupando un escaño como diputado nacional. 
En concreto, fue vocal de la Comisión de Política Social y de Empleo y de la Comisión del Defensor del Pueblo. También, fue ponente del Proyecto de Ley del Régimen Fiscal de Cooperativas y del de medidas por desempleo; de la problemática de los discapacitados; y de la Proposición de Ley sobre la asignación económica por hijo.
En 1999, participó en la candidatura que logró Ángel Olivares para ser Alcalde de la ciudad de Burgos. Fue portavoz de su gobierno hasta 2003. Más tarde, ha colaborado junto a nueve concejales del Grupo Socialista en las labores de oposición. 